# Antonio Angelo Del Sambro
Antonio Angelo Del Sambro, comunemente noto come Angelo Maria Del Sambro (San Marco in Lamis, 24 marzo 1827 – 29 giugno 1862), è stato un brigante italiano, capobanda del brigantaggio nel Gargano nel primissimo periodo post-unitario.
Il suo nome di battaglia fu "'u Zambr" ("lo Zambro")
Nacque da famiglia contadina, da Michelarcangelo e Maria Michela Palma. Dopo aver lavorato nei campi in stato di miseria, fu arruolato nell'esercito borbonico per il servizio di leva, ma disertò e aderì al brigantaggio. Partecipò alle più importanti azioni brigantesche avvenute in territorio foggiano: l'invasione di Poggio Imperiale la rivolta di Vieste, la scorreria di Ischitella, aspri combattimenti sostenuti con i lancieri a San Marco in Lamis, a Rignano Garganico e presso la masseria Petrulli, nel territorio di Torremaggiore, dove furono massacrati ventuno militari.
Si sposò con Maria Rachele Tantaro e fu padre di Michele Arcangelo, Carolina, Maria Arcangela e Maria Michela.
Il 28 giugno 1862 fu catturato dai soldati italiani e il giorno dopo viene giustiziato nel suo paese natale, in località "Noce del Passo", alla presenza di centinaia di persone.